# Соліс-Ґранде (річка)
Соліс-Ґранде (ісп. Arroyo Solís Grande) — уругвайська річка, що починається у департаменті Лавальєха приблизно в 106,5 км від національного маршруту № 8, у місці, відомому як «Крива смерті», і служить кордоном між ним і департаментом Канелонес, до злиття із річкою Соус, також межує із депортаментом Мальдонадо, і впадає в затоку Ріо-де-ла-Плата. Її довжина перевищує 30 км.
Всупереч народній думці, яка вважає, що річка називається на честь іспанського дослідника Хуан Діас де Соліса, назва іде від прізвища фермера, чиї землі знаходилися між двома річками. Сьогодні це- Арройо Соліс Гранде і Арройо Соліс Чіко.
У її околицях сталася під час Громадянської війни битва, в якій сили Фруктуосо Рівера перемогли дивізію генерала Орібе, 18 червня 1843 року.